# Табуреткин, Борис Фёдорович
Бори́с Фёдорович Табуре́ткин (род. 1 января 1955, дер. Кёрстово Кингисеппский р-он, Ленинградская обл.) — советский и российский трубач, музыкальный педагог, солист-концертмейстер группы труб симфонического оркестра Театра оперы и балета им. С. М. Кирова / Мариинского театра, доцент Санкт-Петербургской консерватории. Заслуженный работник культуры Российской Федерации (2023).

## Биография
В 1972 году окончил Ленинградский специальный детский дом музыкального воспитания им. Н. А. Римского-Корсакова по классу трубы Алексея Петровича Митронова (автора учебного пособия «Школа игры на трубе»). В том же году поступил и 1977 году он окончил Ленинградскую консерваторию класс трубы профессора Юрия Большиянова, у него же проходил ассистентуру-стажировку и в 1982 её окончил.
В 1976 году выиграл конкурс в оркестр в Театра оперы и балета им. С. М. Кирова (ныне — Мариинский театр) и в течение 26 лет по 2002 год являлся солистом и концертмейстером группы труб оркестра.
Народный артист РСФСР дирижёр Мариинского театра, профессор Санкт-Петербургской консерватории Виктор Федотов так писал о солисте оркестра трубаче Борисе Фёдоровиче Табуреткине: 
Табуреткин с лёгкостью и виртуозным блеском преодолевает трудности, которыми всё чаще насыщаются партитуры современных композиторов... Ансамблист от природы, развивающий это чувство в процессе камерного музицирования, он достигает прозрачной чистоты интонирования, чёткости фразировки,, что в конечном счёте позволяет создать музыкально-художественные образы при исполнении оркестровых соло, как в опере, так и в балете. Его можно смело причислить к плеяде таких великолепных солистов оркестра прославленного театра, как Транье, Ванштейдт, Болотин, Свешников
С 2004 года ведёт класс трубы в Санкт-Петербургской консерватории (принял класс трубы от своего педагога профессора Ю. А. Большиянова — умер в 2004 году), с 2012 года — в должности доцента, преподаёт также в классе камерного ансамбля. 5 лет (с 2015 по 2020 годы) исполнял обязанности заведующего кафедрой медных духовых и ударных инструментов Санкт-Петербургской консерватории. С 1985 года ведёт класс трубы в Музыкальном училище имю Н. А. Римского-Корсакова и в Музыкальной школе 10-лет при СПб консерватории. Борис Фёдорович воспитал десятки трубачей, многие из которых стали лауреатами престижных международных и всероссийских конкурсов и заняли лидирующие позиции в ведущих оркестрах Санкт-Петербурга, в том числе: Алексей Никифоров, Станислав Ильченко, Алексей Иванов, Николай Странатковский.
Его достижения были отмечены правительственными наградами: в 1982 году Указом Президиума Верховного Совета СССР (от 04.07.1983) он был награждён медалью «За трудовую доблесть», в 2000 году — вручена Почётная грамота «За многолетний и плодотворный труд, достигнутые успехи в области культуры и искусства» Министерства культуры РФ, а в 2015 году был удостоен Благодарности Президента РФ «За заслуги в области отечественной культуры и искусства, многолетнюю плодотворную деятельность».
Является членом жюри многих международных и российских профессиональных музыкальных конкурсов, в том числе в городах: Новосибирск, Красноярск, Екатеринбург, Нижний Новгород, Москва и Санкт-Петербург, неоднократно приглашался председателем жюри на Международный конкурс трубачей стран Балтии в г. Таллине (Эстония). Регулярно проводит мастер-классы во многих российских городах, в том числе в Новосибирске и Екатеринбурге и за рубежом — в Таллинне (Эстония).
Является автором нескольких статей, касающихся истории музыкального исполнительства, а также редактором-составителем двух сборников пьес для трубы, вышедших в издательстве «Композитор».
Женат, имеет детей.

## Награды
- Медаль «За трудовую доблесть» (Указ Президиума Верховного Совета СССР от 04.07.1983)
- Почетная грамота Министерства культуры «За многолетний плодотворный труд, высокие достижения в области культуры и искусства» (2000)
- Благодарность Президента РФ В.Путина (16 декабря 2015 года) — за заслуги в развитии отечественной культуры и искусства, многолетнюю плодотворную деятельность[11]
- Заслуженный работник культуры Российской Федерации (12 апреля 2023 года) — за вклад в развитие отечественной культуры и искусства, многолетнюю плодотворную деятельность[12]

## Жюри конкурсов
- II Международный конкурс трубачей им. В. И. Щелокова, 2007 год, г. Екатеринбург (Россия), члены жюри[13]
- I Всероссийский музыкальный конкурс по специальностям: «Духовые инструменты, ансамбли духовых инструментов», «Ударные инструменты», 2012 год, Москва, член жюри[14]
- Международный конкурс «Таланты-трубачи Таллин 2014», г. Таллин (Эстония) 2014 год, член жюри[15]
- IV Международный конкурс исполнителей на духовых инструментах им. Н. А. Римского-Корсакова 2017 год, Санкт-Петербург, председатель жюри (медные духовые)[16]
- IX Международный конкурс ансамблей музыкантов — исполнителей на духовых и ударных инструментах, и инструментах эстрадного оркестра, 2020 год (дистанционный формат), г. Петрозаводск (Россия), член жюри[17]

## Мастер-классы
| - Республиканская Высшая школа музыки, г. Якутск, 2014 год - Уральский музыкальный колледж, г. Екатеринбург, 2016 год - Рязанский музыкальный колледж, 2017 год - Санкт-Петербургская консерватория — Донецк, 2018 год | - Образовательный центр «Сириус», г. Сочи, 2019 год - Санкт-Петербургский Дом музыки, 2019 год - Концертный зал Российской национальной библиотеки, Санкт-Петербург, 2020 год - Магнитогорская консерватория им. М. И. Глинки, 2021 год |

## Видеофильмы
- Доцент СПб консерватории Б. Ф. Табуреткин о своём учителе — профессоре СПб консерватории Ю. А. Большиянове
- Доцент СПб консерватории Борис Табуреткин о солисте-тубисте ЗКР, профессоре СПб консерватории Валентине Галузине
- Борис Фёдорович Табуреткин «Трубач. Живая музыка Оскара Бёме»

### Статьи
- Табуреткин Б. Ф. Военная музыка и Петербургская консерватория. О связи времён и общих проблемах (Музыкальный вестник СПб консерватории)[28]
- Табуреткин Б. Ф. Великие имена Петербургской консерватории. К 150-летию А. Б. Гордона (Музыкальный вестник СПб консерватории)
- Табуреткин Б. Ф. Юрий Андреевич Большиянов (1922—2004), к 95-летию со дня рождения. К 155-летию Санкт-Петербургской консерватории[29].
- Табуреткин Б. Ф. Линия жизни. Даниилу Ильичу Гинецинскому исполняется 90 лет[30]